# Amador megye
Amador megye az Amerikai Egyesült Államokban, azon belül Kalifornia államban található. Megyeszékhelye Jackson. Lakosainak száma 40 474 fő (2020. április 1.). Amador megye El Dorado, Calaveras, Alpine, San Joaquin és Sacramento megyékkel határos.

## Népesség
A megye népességének változása:
| Lakosok száma | 37 855 | 37 493 | 37 003 | 36 519 | 37 001 | 39 752 | 40 474 |
|               | 2010   | 2011   | 2012   | 2013   | 2015   | 2019   | 2020   |